# Sữa lá hẹp
Sữa lá hẹp hay mớp lá nhỏ (danh pháp khoa học: Alstonia angustifolia) là một loài thực vật thuộc họ Apocynaceae. Loài này có ở Indonesia, Malaysia, Philippines, và Việt Nam. Nó thường được dùng trong dân gian để giảm đau đầu.